# Basílica de San Lorenzo fuori le mura
San Lorenzo fuori le mura (també anomenada San Lorenzo al Verano) és una església de Roma, una de les set esglésies, situada al principi del tram extraurbà de la Via Tiburtina. Al segle xix es va construir el primer cementiri municipal de Roma, el de Verano, al costat de la basílica. Fins al 1847 era una basílica patriarcal.
L'església allotja les tombes de Llorenç màrtir (ardiaca, que va ser martiritzat el 258), l'estadista Alcide De Gasperi i cinc papes: sant Zòsim, sant Sixt III, sant Hilari, Damas II i el beat Pius IX.

## Història
L'església primitiva (Basilica maior) va ser construïda al segle iv per l'emperador Constantí I, prop de la tomba del màrtir Llorenç, igual que altres basíliques cementiri de la mateixa època (Sant Sebastià en la Via Apia, Santa Agnès Extramurs, Santi Marcellino i Pietro, a Torpignattara). Un petit oratori va ser construït al mateix temps sobre la tomba .
L'oratori va ser substituït per una nova església en temps del Papa Pelagi II (579-590). Durant un període determinat, va conviure la Basilica maior costantiniana, que en un moment indeterminat es va dedicar a la Mare de Déu i una "basílica menor" pelagiana. Entre els segles ix i xii, però, la basílica constantiniana probablement va ser abandonada.
Honori III, potser amb motiu de la coronació de Pere II de Courtenay com a emperador llatí de Constantinoble, el 1217, va començar la gran obra d'ampliació de la basílica de Pelagi II, l'església es va estendre cap a l'oest. Es va enderrocar l'antic absis, orientació es va bolcar i l'antiga basílica es va convertir en el presbiteri de la nova església, que encara té un pis més alt al passadís central.
La nova basílica va ser decorada amb frescos que il·lustren la vida de Sant Llorenç i Sant Esteve, el primer màrtir cristià, enterrat sota l'altar major, juntament amb el sant titular de l'església.
La Basílica de Sant Llorenç Extramurs va ser la seu del Patriarca Llatí de Jerusalem a partir de 1374 i fins al 1847, quan el papa Pius IX va restaurar la seu a Jerusalem.
L'església va sofrir transformacions en el període barroc, però els afegits van ser eliminats amb la restauració de l'arquitecte Virginio Vespignani entre 1855 i 1864. El 19 de juliol de 1943, durant la Segona Guerra Mundial, l'església va ser greument afectada durant el primer bombardeig aliat de Roma. Després de la destrucció de la guerra, la basílica va ser reconstruïda i restaurada amb materials originals: la restauració, acabada el 1948, va permetre l'eliminació de les estructures afegides al segle xix, però, els antics frescos a la part superior de la façana es van perdre irremeiablement.
El 1957 es van realitzar excavacions al cementiri Verano: les investigacions van permetre reconèixer les restes de la basílica constantiniana: un gran edifici de circ amb tres naus separades per columnes. Les excavacions realitzades sota la basílica han donat a llum nombroses sales i criptes.
L'església és administrada pels frares caputxins i és seu parroquial, establerta el 4 de juliol de 1709 amb el decret “De cuiuslibet statuta” del cardenal vicari Gaspare Carpegna. La parròquia es va encomanar originalment al Canonges Regulars del Laterà, però el 1855 va passar als Caputxins.

## Exterior
L'església està precedida d'una plaça, volguda pel papa Pius IX, on hi ha una columna coronada per una estàtua de bronze de Sant Llorenç, de Stefano Galletti, de 1865. Al costat de l'església, el monestir i el campanar d' estil romànic (segle xii).

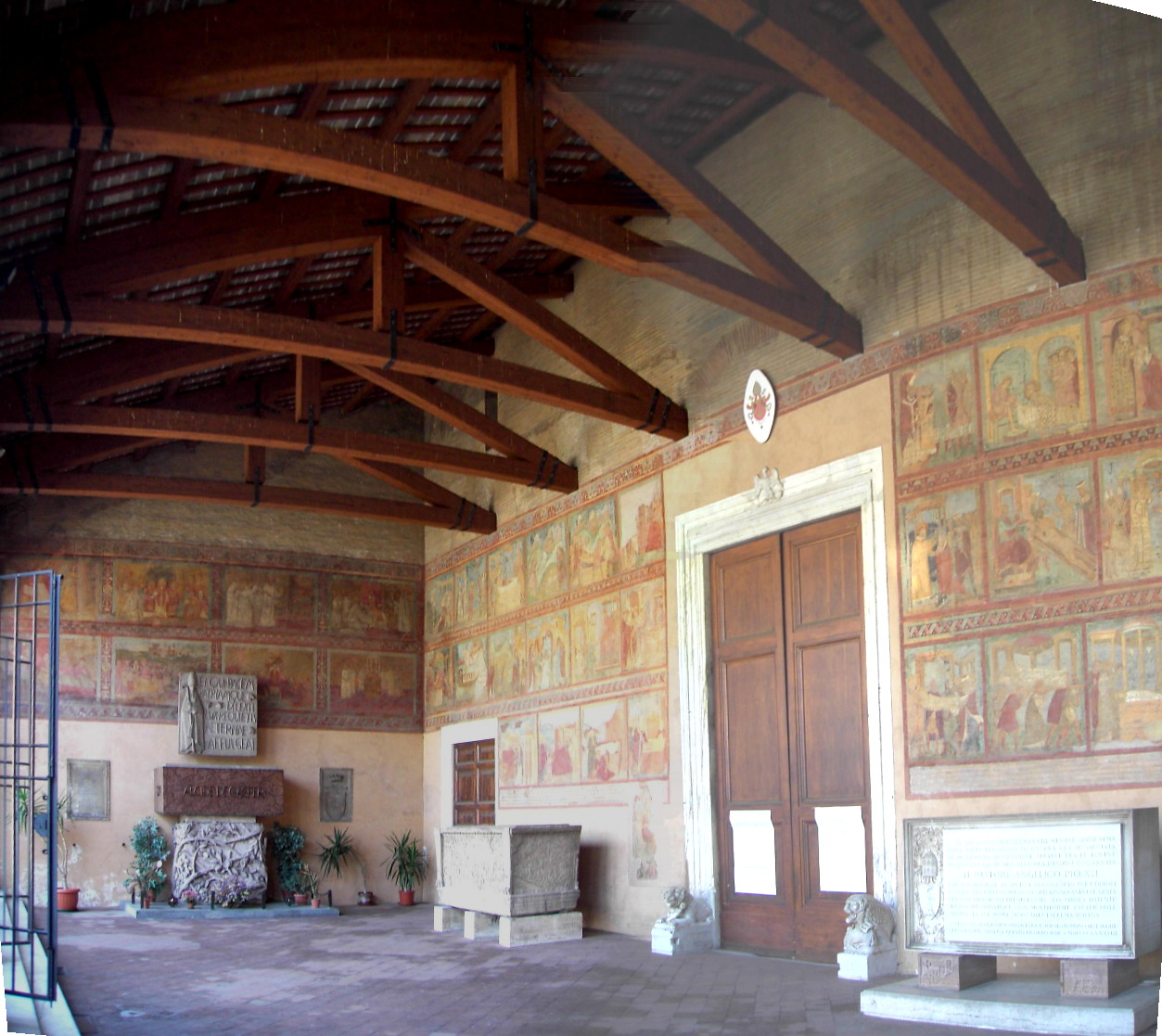
Interior del porxo

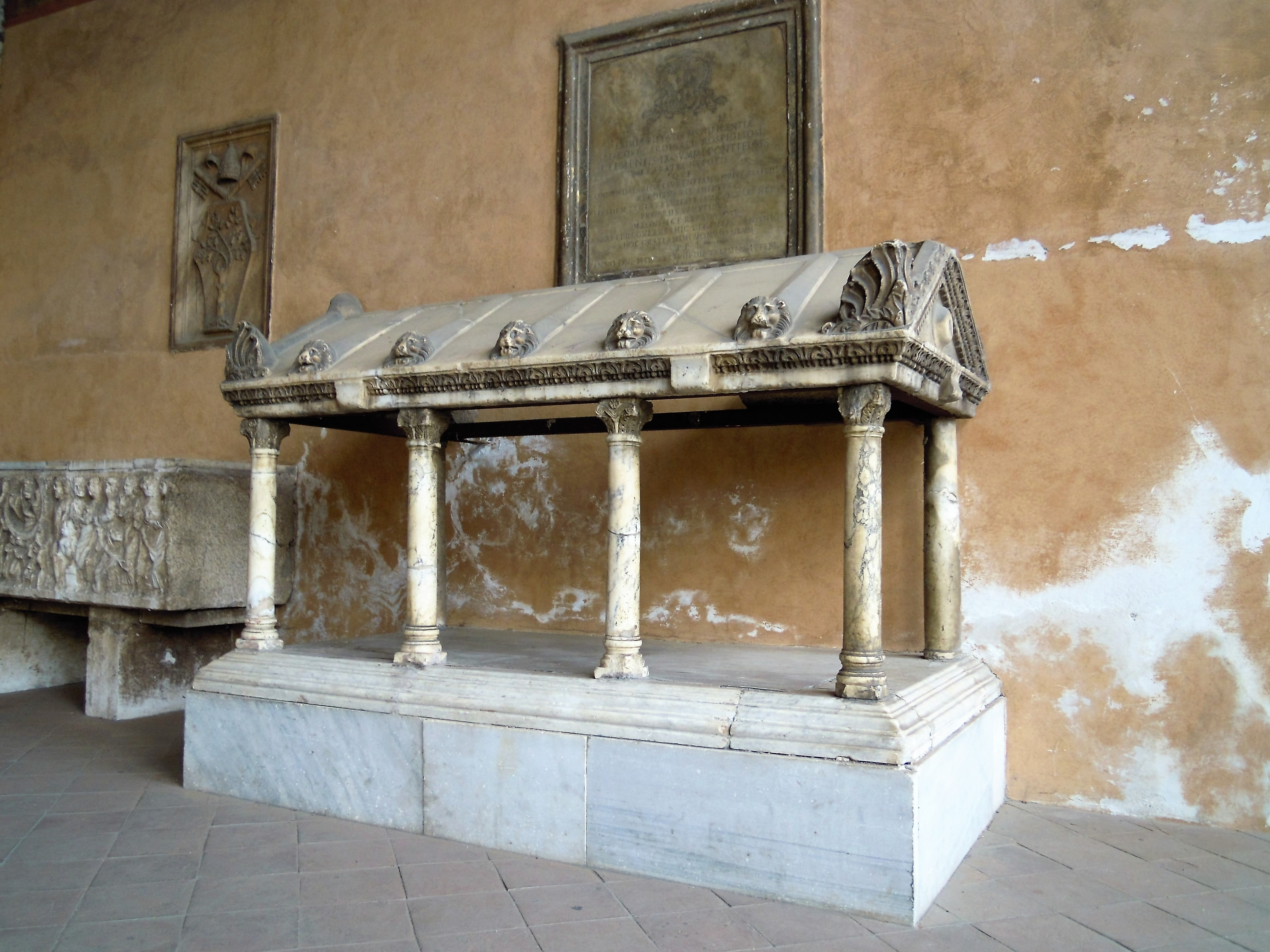
Pòrtic: monument funerari al tegurio sobre columnes

La façana, en maó amb tres finestres, va ser reconstruïda després dels bombardejos de 1943. Estava completament cobert de mosaics, la majoria dels quals es van perdre: encara hi ha alguns fragments que reprodueixen Crist Anyell i la Presentació de Pere de Courtenay a Sant Llorenç.
Precedeix a la façana un porxo, que data del segle xiii, sostingut per sis columnes senzilles amb capitells medievals jònics. Sota el pòrtic es conserven alguns sarcòfags; els frescs de les parets, del mateix període del pòrtic, representen històries preses de la Vida de Sant Llorenç i de la Vida de Sant Esteve, protomàrtir i miracles atribuïts als dos sants després de la mort. A la paret esquerra hi ha el monument funerari d'Alcide De Gasperi, obra de Giacomo Manzù. El portal d'entrada a la basílica està flanquejat per dues lleons de marbre des de l'edat mitjana. Finalment, una placa commemora la visita del papa Pius XII el 19 de juliol de 1943, després del bombardeig aliat al barri de San Lorenzo.

## Interior
La basílica té tres naus, i està formada per dues basíliques construïdes en diferents temps, contigües però no coaxials: la pelagiana (segle vi), elevada i transformada en presbiteri; i l'honoriana (segle xiii), que constitueix el cos principal de l'edifici.

### Basílica honoriana

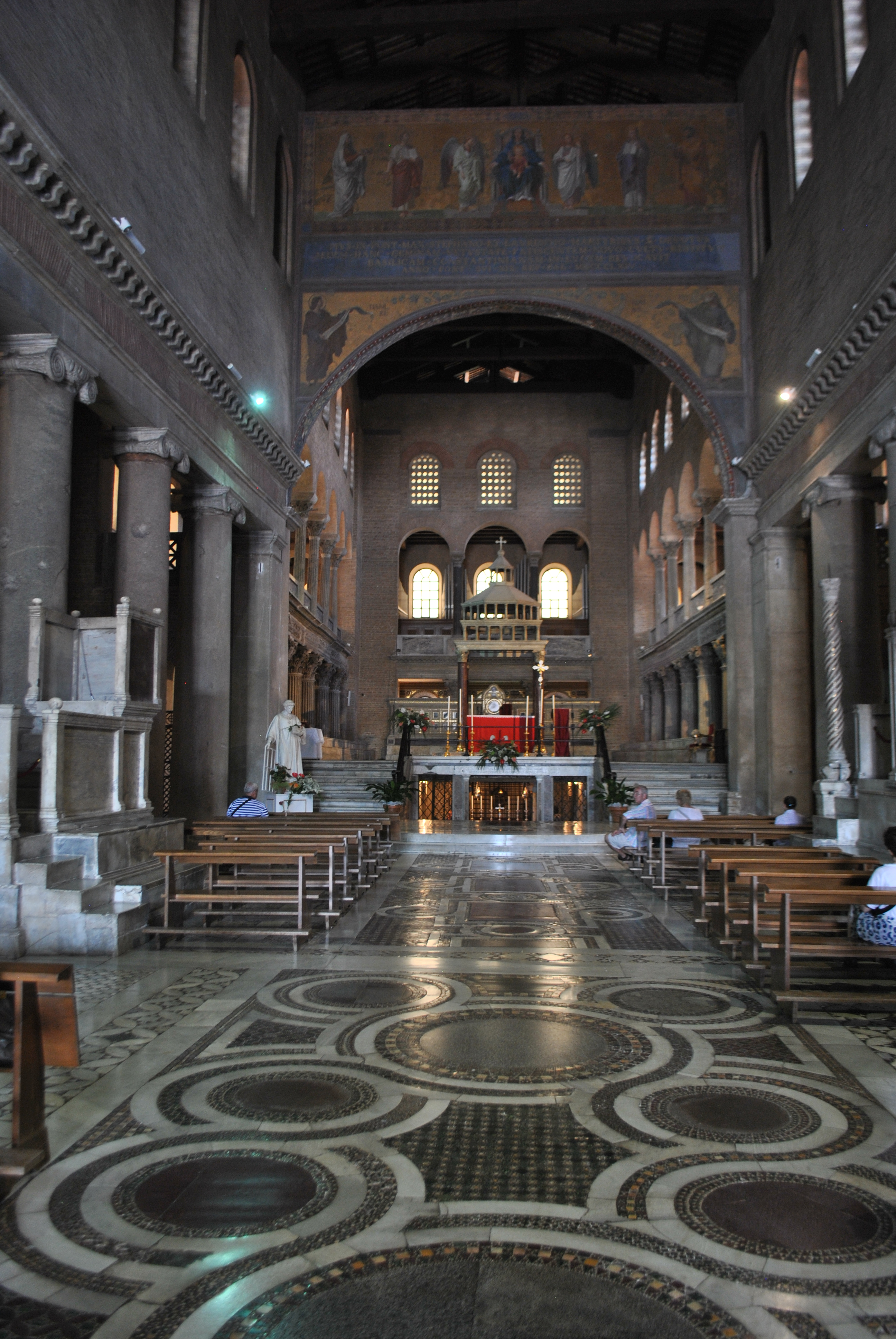
Interior

La basílica construïda per Honori III té tres naus separades per 22 columnes de diferents mides i factures. Les columnes, juntament amb les bases i entaulaments, segons alguns estudiosos, provindrien de l'antiga basílica constantiniana.
A la part posterior es troba la tomba del cardenal Guglielmo Fieschi, que consisteix en un sarcòfag del segle iii i un baldaquí cosmatesc. Sempre Cosmati és el sòl i els dos púlpits prop de l'altar major: just al costat del faristol hi ha un canelobre, sostingut per dos lleons i decorat per mosaics. La nau va ser pintada al fresc en el segle xix per Cesare Fracassini: les restauracions després de la guerra han mantingut només dos frescos. La nau acaba amb l'altar anomenat «de la confessió», en posició elevada.
A la dreta del passadís hi ha restes de frescos medievals que representen sants i una Mare de Déu amb el Nen. La nau acaba amb la capella de Sant Tarcisi, construïda per Virginio Vespignani: conté una pintura d'Emilio Savonanzi (1619), amb la representació de l'Enterrament de Sant Llorenç. El passadís esquerre, sense obres pictòriques, acaba amb la capella subterrània de Santa Ciriaca, decorada al segle xvii: aquí hi ha dos monuments funeraris realitzats per Pietro da Cortona.
Des de la capella de Sant Tarcisi i la sagristia adjacent, s'entra al claustre de finals del segle xii, des d'on, al seu torn, descendeix cap a la catacumba de Sant Llorenç.

### Basílica de Pelagi

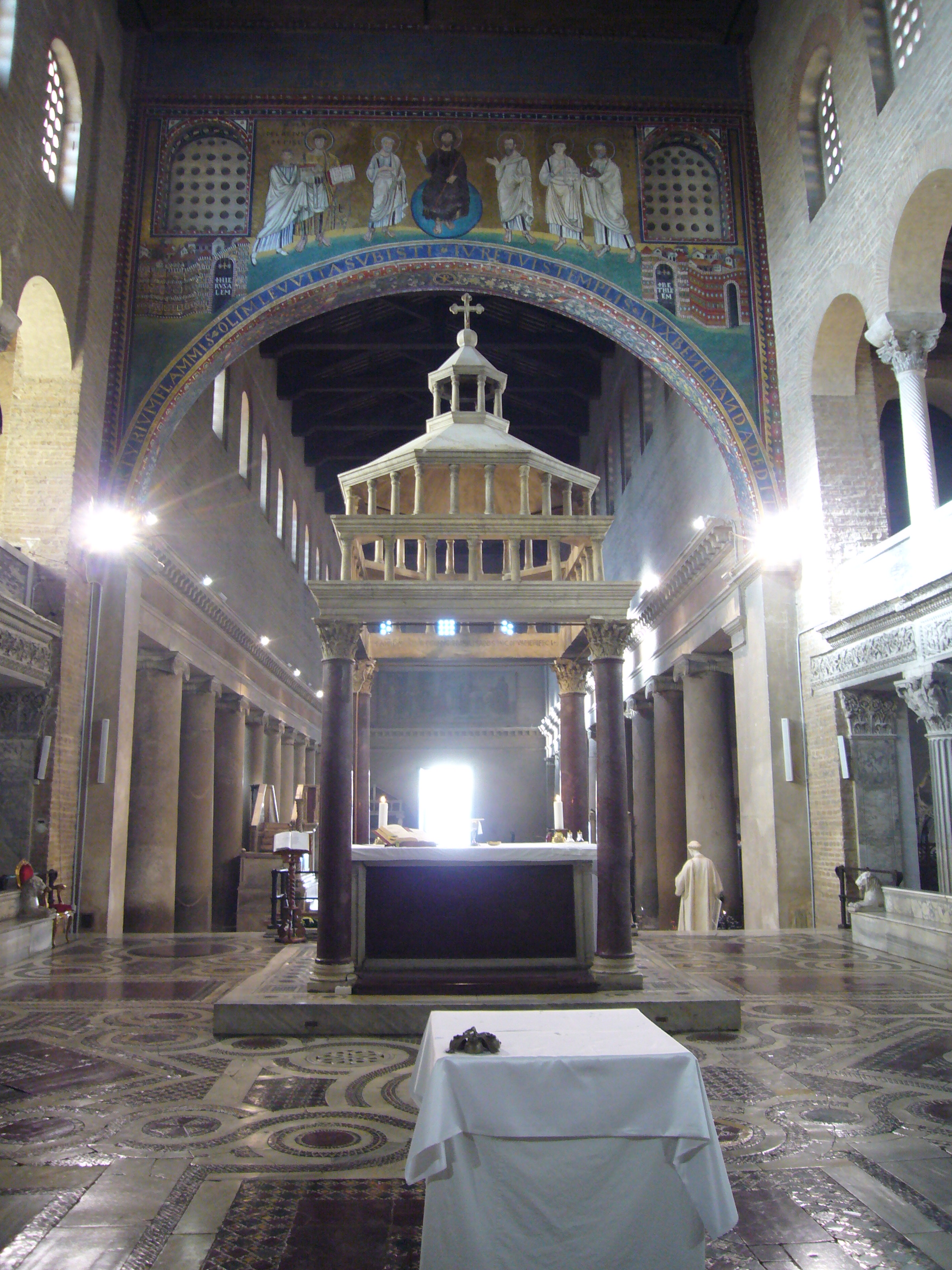
Interior de la basílica pelagiana cap a l'arc triomfal, amb el cibori

L'àmplia capella major correspon a la basílica antiga construïda pel papa Pelagi II: es troba en una posició elevada i s'hi accedeix a través de dos trams d'escales. A sota hi ha la cripta (segle iv), de la qual és possible venerar les tombes dels sants Llorenç i Esteve protomàrtir. A l'arc de triomf, davant de la basílica de Pelagi, hi ha mosaics del segle vi que representen Jesús entre Sants i el papa Pelagi.
El paviment cosmatesc, així com la seva elevació, es deu al treball encarregat pel papa Honori. El cimbori, obra dels Cosmati, es remunta a 1148, i està compost per quatre columnes de pòrfir coronat per una piràmide coberta. Al final del presbiteri es troba la seu episcopal de 1254, decorat amb mosaics. Darrere del seient està la Capella de Pius IX, per Raffaele Cattaneo de final del segle xix, amb mosaics que representen moments de la seva vida: aquesta capella fou originalment l'atri de la basílica de Pelagi.
Els passadissos del presbiteri se superen per un matroneu, i estan emmarcats per deu columnes, amb capitells corintis i entaulaments reutilitzats.

## Orgue de tubs
Al matroneo de la part inferior de la paret basílica pelagiana hi ha l'orgue de tubs, construït el 1958 pels germans Ruffatti que reemplaça l'anterior, construït el 1860 per la família Priori i destruït durant el bombardeig del 19 de juliol 1943. El 1981, l'instrument va ser revisat per l'organista Alvaro Vercelli que, entre altres coses, va traslladar la consola de la galeria al presbiteri i va substituir el registre Gamba 8 del Grand'Organo (primer teclat) amb el registre de XIX 1.1 / 3 ' i el registre Salicional 8' amb el registre de Piccolo 1 '. El 1992], després, la consola es va tornar al lloc original, al mig de la galeria del matroneo. El 2012, l'orgue està accionat elèctricament i compta amb dos teclats de 61 notes cadascun i un pedal de forma còncava-radial de 32.